# Полуотворена предна закръглена гласна
Полуотворена предна закръглена гласна (произношение) е вид гласна, използвана в някои езици. В Международната фонетична азбука този звук е под номер 311 и се означава със символа œ, съставен като лигатура между малките букви o и e. Символът се различава от символа Œ (лигатура на главните букви О и Е), използван за друг вид гласна: отворена предна закръглена.